# زملول رشيق
زملول رشيق (الاسم العلمي: Exobasidium gracile) هو نوع من الفطريات يتبع جنس الزملول من فصيلة الزملولية.